# Palmital (Santa Luzia)
Palmital é um bairro da cidade de Santa Luzia, em Minas Gerais.
Atualmente é popularmente conhecido como Conjunto Palmital ou Bairro Palmital, mas no começo era conhecido como Conjunto Habitacional Maria Antonieta Mello Azevedo. O bairro forma com o Conjunto Cristina um dos maiores conjuntos habitacionais populares da America Latina.
O Conjunto Palmital foi fundado em 1984, construído pelo Governo Estadual de Minas Gerais através da Companhia Metropolitana de Habitação de Minas Gerais (COHAB-MG), e é subdividido em setores A e B, popularmente conhecidos como Palmital A e Palmital B. O Setor conhecido como Palmital A foi apelidado por populares como Caldeirão e é dividido em setor 6 e setor 7.

## História
O nome Maria Antonieta Mello Azevedo foi uma homenagem á dona da fazenda, que cedeu suas terras para a construção das moradias, por isso o bairro está nomeado assim em documentos oficiais e não como Palmital.
Maria Antonieta Mello Azevedo não frequentou colégio, mas estudava em casa. De família rica, a fazenda possuía muitos escravos, que muitas vezes carregavam Maria em uma liteira pela fazenda. Maria Antonieta teve 15 filhos, entre eles o ex-prefeito de Belo Horizonte Celso Mello de Azevedo. Ela teve ainda 40 netos e mais de 80 bisnetos.
Foi o avô de Maria Antonieta que teria doado as terras para a construção das casas, mas seu desejo era que elas fossem doadas e não vendidas. Segundo informações Maria Antonieta não gostava do apelido que era colocado no bairro: Palmital.

### Plantação de Palmitos
Segundo moradores, o nome Palmital é decorrente da uma extensa plantação de palmitos que ocupava as terras da antiga fazenda. Outra versão diz que o inusitado nome seria uma imitação de um bairro que haveria em Lagoa Santa, na Região Metropolitana de Belo Horizonte que também se chama Palmital.